# Williams Motor Carriage Company
Williams Motor Carriage Company war ein US-amerikanischer Hersteller von Automobilen.

## Unternehmensgeschichte
Am 7. März 1906 berichtete Akron Beacon Journal, dass Harry A. Williams aus Akron in Ohio ein ganz besonderes Auto entwickelt hätte. Williams gründete daraufhin zusammen mit J. F. Townsend und weiteren Geldgebern aus Akron das Unternehmen in der gleichen Stadt. Bereits im Sommer zog es nach Cleveland in Ohio. Sie übernahmen das Werk der Blakeslee Electric Automobile Company. Dort begann die Produktion von Automobilen nach dem Entwurf von Williams. Der Markenname lautete Williams.
Das Fahrzeug bewährte sich nicht und wurde schnell eingestellt. Stattdessen wurden Elektroautos produziert, die den Wagen von Blakeslee glichen. Williams verließ das Unternehmen. 1907 endete die Produktion. Die Byrider Electric Automobile Company übernahm das Werk und setzte die Produktion unter eigenem Markennamen fort.
Es gab keine Verbindung zur W. L. Casaday Manufacturing Company, die 1905 den gleichen Markennamen benutzte.

## Fahrzeuge
Die ersten Fahrzeuge hatten einen Ottomotor. Die Karosserien waren besonders schwer. Für einen Runabout ist ein Neupreis von 760 US-Dollar überliefert. Daneben gab es Tourenwagen, die zwischen 3500 und 5000 Dollar kosteten.
Die Elektroautos gab es von 1906 bis 1907. Sie hatten ein Fahrgestell mit 180 cm Radstand. Der Aufbau wurde als Victoria bezeichnet.